# Lavaqueresse
Lavaqueresse är en kommun i departementet Aisne i regionen Hauts-de-France i norra Frankrike. Kommunen ligger  i kantonen Guise som ligger i arrondissementet Vervins. År 2022 hade Lavaqueresse 202 invånare.

## Befolkningsutveckling
Antalet invånare i kommunen Lavaqueresse
Referens: INSEE